# Operett (film)
Operett är en österrikisk-tysk musikalfilm från 1940 i regi av Willi Forst, assisterad av Karl Hartl. Manus skrevs av Forst tillsammans med Axel Eggebrecht.

## Rollista
- Willi Forst - Franz Jauner
- Maria Holst - Maria Geistinger
- Dora Komar - Emmi Krall
- Paul Hörbiger - Alexander Girardi
- Leo Slezak - Franz von Suppé
- Curd Jürgens - Karl Millöcker
- Siegfried Breuer - Hohenburg
- Gustav Waldau - Ferdinand
- Theodor Danegger - Tundler
- Trude Marlen - Antonie Link
- Alfred Neugebauer - greve Esterhazy